# 15552 Sandashounkan
15552 Sandashounkan eller 2000 FO26 är en asteroid i huvudbältet som upptäcktes den 27 mars 2000 av LONEOS vid Anderson Mesa Station. Den är uppkallad efter Sandashounkan skolan i Japan.
Asteroiden har en diameter på ungefär 8 kilometer och den tillhör asteroidgruppen Tirela.